# Pleolophus coriaceus
Pleolophus coriaceus là một loài tò vò trong họ Ichneumonidae.